# The Calgary Highlanders
The Calgary Highlanders sont un régiment d’infanterie de la Première réserve de l'Armée canadienne des Forces armées canadiennes. Il est stationné dans les casernes Mewata en Alberta.
Il s'est illustré au cours de la Seconde Guerre mondiale sur le front européen lors de la bataille de Normandie et de la bataille de l'Escaut.

## Histoire

### Seconde Guerre mondiale

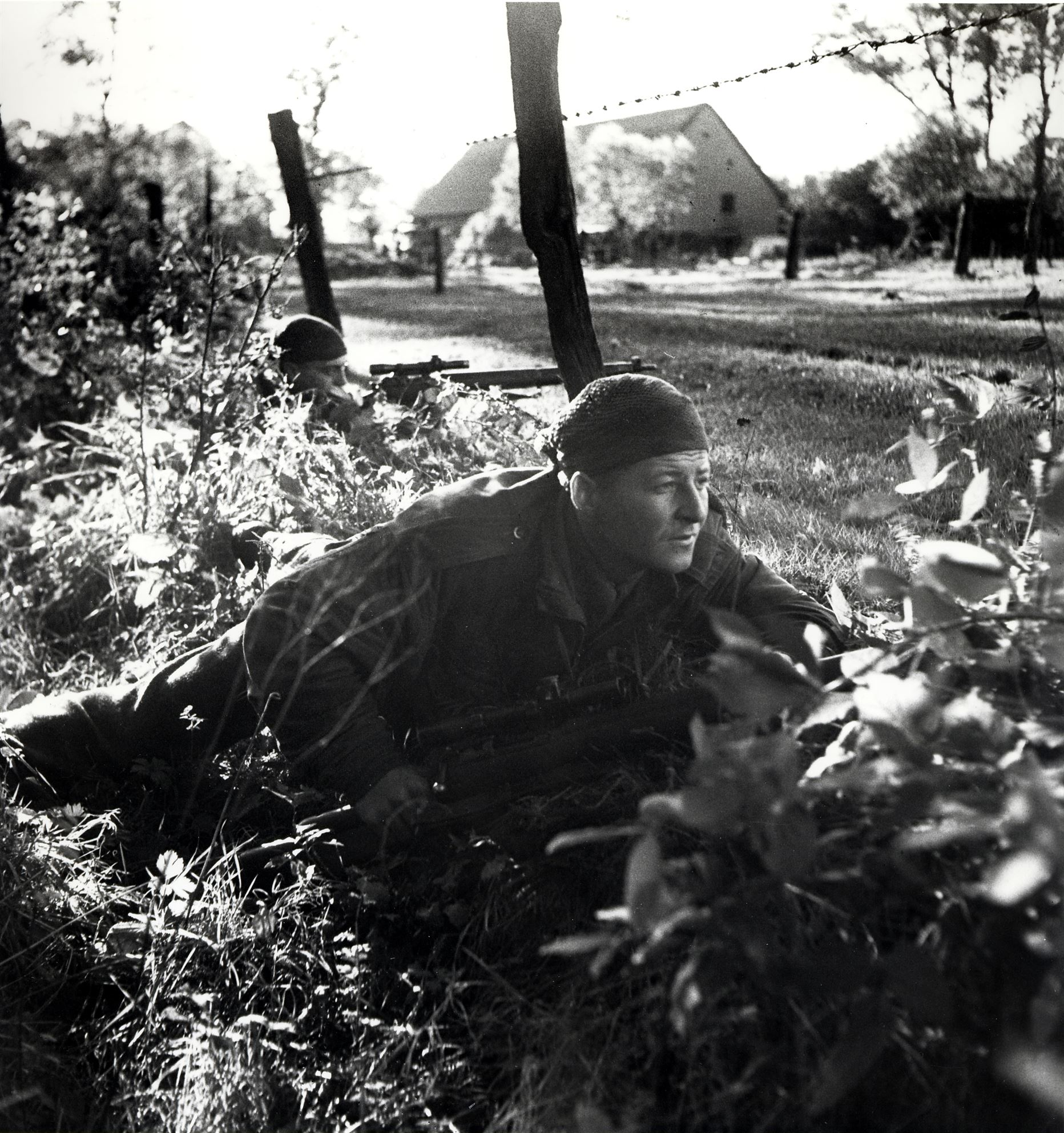
Un soldat des Highlanders en 1944.

Le Calgary Highlanders fait partie des troupes canadiennes qui débarquent en Normandie et participent à la bataille de Normandie en 1944. Il prend part au sein de la 2e division d'infanterie canadienne aux opérations Atlantic, Spring et Totalize pour la prise de Falaise.

## Organisation
En 2012, il s'agit d'un régiment d'infanterie de la Première réserve.

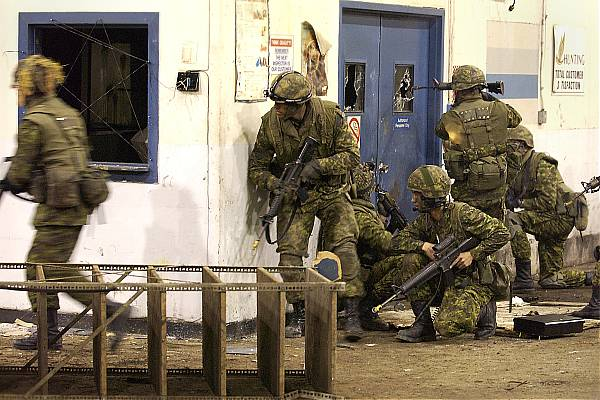
Fantasins réservistes du Calgary Highlanders à l'entraînement en milieu urbain en 2004.
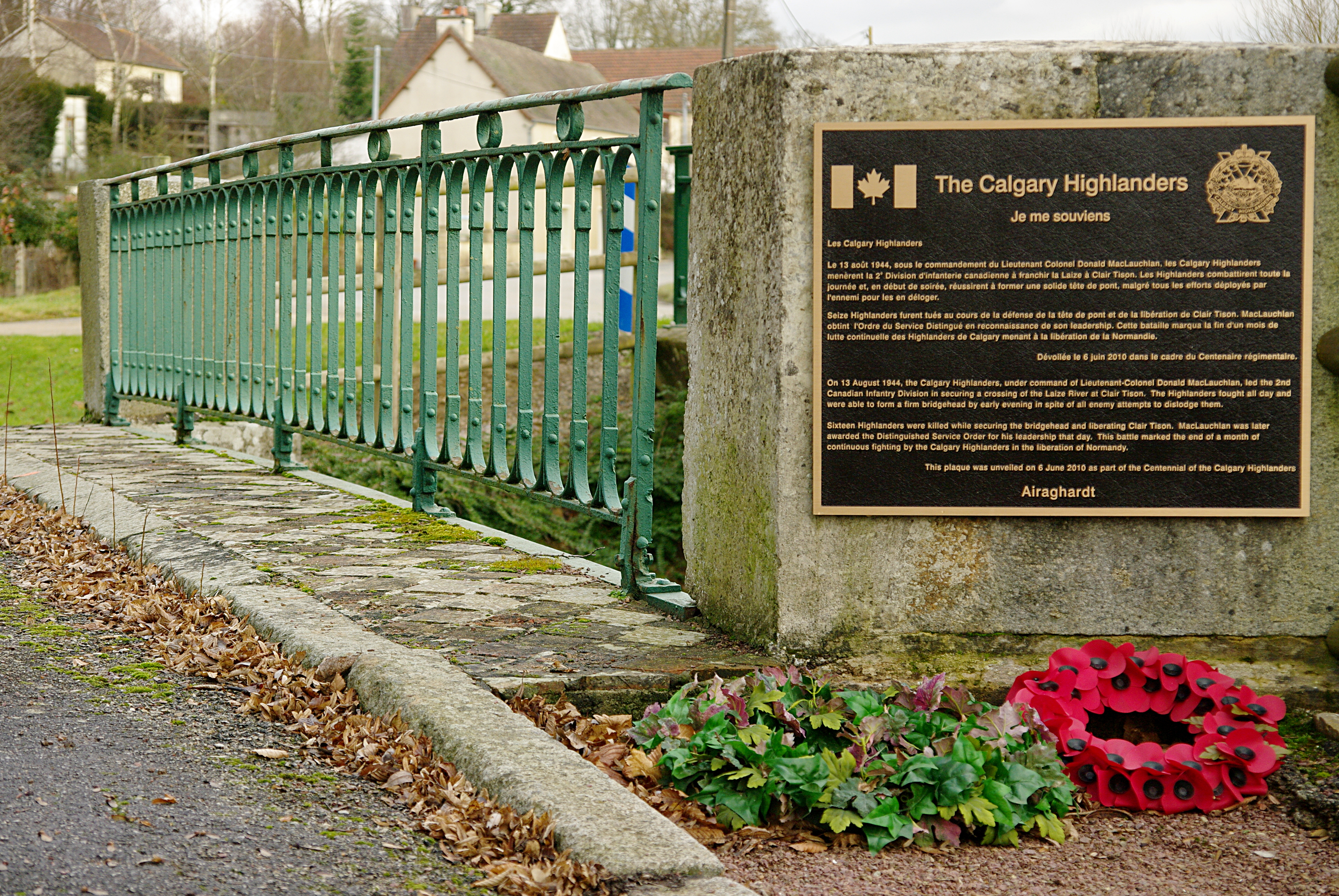
Mémorial en hommage aux soldats canadiens « The Calgary Highlanders » morts le 13 août 1944 à Clair-Tison pour la prise du pont sur la rivière Laize (rivière), reliant les communes de Tournebu et Potigny, Calvados.